# Хелмонд
Хелмонд (на нидерландски: Helmond) е град и община в южна Нидерландия, провинция Северен Брабант. Населението на града и общината наброява 91 524 жители към януари 2019 г.

## История
Селището е основано около 1000 г., а за град е обявено през 1232 г. В центъра на града е разположена масивна крепост от Ян III ван Барлар от около 1350 г.

## Икономика
Градът е един от центровете на текстилната промишленост в страната.

## Спорт
Представителният футболен отбор на града се казва Хелмонд Спорт. Дългогодишен участник е в холандската Първа дивизия.